# Philadelphia Experiment 2
Philadelphia Experiment 2 (The Philadelphia Experiment II) è un film di fantascienza del 1993 per la regia di Stephen Cornwell.
Prodotto dalla Trimark Pictures, è il seguito di Philadelphia Experiment, ma nessun attore o membro della troupe del primo film vi ha partecipato. I due film hanno in comune solo due personaggi (David Herdeg e il dottor James Longstreet), ma interpretati da attori diversi.

## Trama
Nove anni dopo gli avvenimenti del primo film e all'esperimento della USS Eldridge avvenuto nel maggio 1943 (anche se nel primo film tale esperimento risulta effettuato nell'ottobre 1943), David Herdeg (l'unico sopravvissuto dell'Esperimento di Philadelphia) vive col figlio avuto da Allison, contemporaneamente in un laboratorio uno scienziato sperimenta un teletrasporto su un aereo da guerra. Durante l'esperimento David viene spostato in una realtà parallela, in un mondo in cui la Germania ha vinto la Seconda guerra mondiale e gli Stati Uniti si apprestano a celebrare i 50 anni dalla conquista nazista. L'America si trova in una distopia sotto il dominio autoritario del Reich, mentre gli americani sopravvivono sotto una dittatura oppressiva con rare sacche di ribellione.
In questa linea temporale alternativa la Germania ha vinto la guerra avendo usato un aereo futuristico, chiamato Phoenix, per bombardare con armi nucleari Washington DC causando 15 milioni di morti. Come conseguenza al bombardamento del 5 maggio 1943 sulla loro capitale il morale degli americani cedette e si arresero alla Germania nazista. Il Phoenix si disintegrò nell'esplosione delle bombe e Friedrich Mahler, lo scienziato che disse di averlo costruito, cadde in disgrazia quando non fu in grado di costruire un altro aereo uguale.
L'aereo era in realtà uno Stealth F-117 Nighthawk accidentalmente inviato indietro nel tempo nell'esperimento iniziale. Il figlio dello scienziato nazista, lo scienziato William Mailer, stava lavorando su un sistema di teletrasporto con una tecnologia simile a quella dell'Esperimento di Philadelphia. Il concetto era quello di teletrasportare il bombardiere in una zona ad alto rischio evitando le difese aeree nemiche, per un attacco e fuga a sorpresa.
Il primo test, non autorizzato, oltre a trasportare un F-117 con un carico di armi nucleari dagli USA alla base aerea di Wiesbaden ("Ramstein Air Base" nell'originale) in Germania, lo trasferisce anche nel tempo fino al 1943 in piena Germania nazista, dove il padre di Mailer lo fa passare per un prototipo da lui costruito e armato.
Nel 1993 alternativo i ribelli attaccano il laboratorio di William Mailer, David torna indietro al 1943 in Germania e distrugge il Phoenix; uccisi i ribelli Mailer si trasporta nel passato per avvertire suo padre, ma David uccide Friedrich Mahler. Questo provoca il paradosso del nonno, lo scienziato scompare e il progetto del teletrasporto non viene mai realizzato: la linea temporale originale viene ripristinata e solo David ricorda i fatti accaduti.